# Cynorta puna
Cynorta puna is een hooiwagen uit de familie Cosmetidae.